# サンダーフォース
『サンダーフォース』（THUNDER FORCE）は、テクノソフトが開発したシューティングゲーム、及びシリーズの総称。

## 概要
本シリーズは1983年にテクノソフトが開発・発売したパソコン用ゲームソフト『サンダーフォース』を第一作とする、シューティングゲームのシリーズである。
第二作である『II』はX68000用ソフトとして発売された後、セガ社のコンシューマーゲーム機（ハードウェア）・メガドライブへの移植版がヒットしたことから、以降のプラットフォームを家庭用ゲームハードへ移した。それから『IV』まではメガドライブ、『V』はその後継ハード・セガサターンを初出としていたこともあり、『II』～『V』まではセガ社製ハード用ソフトを代表するSTGシリーズとして扱われることが多い。このような縁から、2016年には本作を含めたテクノソフトの全IP資産をセガホールディングス（セガH。セガ社が2014年に会社組織を変更）が取得、以降の移植作はセガHの子会社であるセガが発売している。
シリーズ35周年を迎えた2018年には、『IV』の移植作がリリースされた。
シリーズ累計売り上げは100万本を突破している。
『I』から『IV』の物語は、「銀河連邦」と「オーン帝国」という二大勢力が長きに渡り繰り広げた架空の宇宙戦記を、それぞれの時代に存在した銀河連邦最新戦闘機のシューティングファイトという形で描いている。『V』では太陽系に舞台を移し、そこに銀河連邦の遺物が漂着した事を機に勃発した戦いが描かれる。
本シリーズの作品群は数世代のハードウェアにわたって移植されてきたことに加え、発売当時のトレンドやハードウェアのスペックに合わせ、旧作を移植する際には同じナンバリングソフトであってもゲーム内容にアレンジが加えられる事が多い。
また、同社のスタッフの入れ替わりが多かったこともあり、同じシリーズであってもゲームシステムや方向性は異なる一方、壮大な背景設定、複数の武器を使い分ける攻略要素、8方向・上下左右・多重スクロールといった卓越したスクロール技術が盛り込まれていることは共通している。
なおテクノソフトはパソコンソフトを起源としていたこともあり、『グラディウス』などのアーケードゲームを初出とする他のシューティングゲームと比較すると、アーケードゲームへの展開は積極的ではなく、2019年時点において『サンダーフォース III AC』がリリースされたのみとなっている。

## ゲームシステム
第一作である『サンダーフォース』が『ゼビウス』のようなシステムだったのに対し、『II』以降においては横スクロールシューティングゲームとしてのシステムが採用されている。強制スクロールのステージをショットで敵を倒しながら進んでいき、ステージ最後に待ち受けるボスキャラクターを倒すとステージクリアとなる。
『サンダーフォース』を特徴付ける独自のシステムとして、専用ボタンを押すことで発射するショットが随時変更ができる点がある。ショットは前方二連ショットと、前後ショットを初期装備しており、アイテムを入手することで最大5つほどの武器を装着・変更できる。各作品で装備は異なるが、ほぼ全作品に登場している恒例武器に、敵機を自動追尾する大量の円形弾を発射するハンターがある。また、アイテムを入手することで自機の周囲を回転するオプション、クローを装備する。クローは自機と同じショットを発射し自機のパワーアップになる他、敵弾を防御するバリアとしての効果を兼ね備えている。また、自機のスピード変更、サンダーソードやオーバーウェポンといった強力な特殊攻撃など、追加システムも作品を経るごとに実装されている。
また自機のショットは一部作品を除き連射ショットが標準装備されている。
撃墜されると、その時装備していた強化武器やクロー、作品や難易度によっては初期装備以外の武器全てが失われ、残機がある場合は新しい機体が続けてその場に投入される（その場復活）。

## サンダーフォース
（ここではシリーズ全般を扱うため、一作目を便宜的に『I』と呼ぶ）
発売当時流行していたビデオゲーム『ゼビウス』をベースに、ゲームシステムを8方向任意スクロールに拡張した仕組みになっており、ショットは対空・対地の2種類が用意されている。ステージ内に点在する指定目標を破壊することでステージ後半（要塞）が開始。要塞中心部を破壊すると次のステージへ進む。同じソフトウェアではあるが、各機種の機能を生かした移植が行われている。
メインBGMはSR版（PC-8801mkIISRおよびPC-8001mkIISR）ではロッシーニの『ウィリアム・テル序曲』が用いられている。X1とMZ-1500ではスタート時に内蔵音源による音声合成で「サンダーフォース」と喋る演出もあった。
X1とMZ-1500はPCGをもち、グラフィックスプレーンと背景との合成が出来たこともから、8色で高速スクロールするゲームとなっており、『IV』で見られるタイトルのスクロールは、X1版が元になっている。それ以外の8ビット機種については、グラフィック画面内での合成が必要となり、当時のCPU処理速度に合わせ背景を4色とすることで、合成、描画処理を軽減している。またそれらの機種ではスクロールの速度が遅くなることから敵弾が増加している。SR版では、ゲームスタート時に、トップビューへ角度が変わりゲーム画面になる演出が追加された。
制作者は吉村功成であり、吉村の作成した他のソフトウェアと名称、世界観などに共有している部分がある。
吉村は『II』の発売前に退社し、アルシスソフトウェアを興している。

### ストーリー
オーン太陽系での戦闘で不利な戦いを強いられる連邦は、エイドラ・ファーンへ爆撃宇宙艇「FIRE LEO」に搭乗して、小惑星を改造した敵の超巨大基地「ダイラデイザー」を破壊するよう命じる。
「FIRE LEO」に搭乗したエイドラは、死闘の末にダイラデイザーの中心核であるダイラを破壊する。

### 評価（『I』）
ライターの佐々木潤は、ゲーム開始時に「サンダーフォース」と喋る演出が存在する等の理由から、最初に発売されたX1版が一番印象に残っているとAKIBA PC Hotline!に寄せたレビューの中で振り返っている。

## サンダーフォースII
シリーズ二作目となる『サンダーフォースII』は、1988年10月にX68000用ソフトとして発売された後、1989年6月15日にメガドライブ用ソフトとして発売された。
同作は、『I』のシステムに加え、当時流行していた『グラディウス』や『R-TYPE』といったパワーアップ型横スクロールシューティングの要素を取り入れ、8方向任意スクロールと横スクロールが混在したゲームシステムとなった。
メガドライブ版の大ヒットにより、それまでパソコン向けのソフトを出していたテクノソフトが家庭用ゲーム機に方針転換するきっかけとなった。

## サンダーフォースIII
シリーズ第三作となる『サンダーフォースIII』は、1990年6月8日にメガドライブ用ソフトとして発売された。
1990年にはアーケード版である『サンダーフォース AC』が稼働した。
また、1991年には『AC』をもとにした『サンダースピリッツ』がスーパーファミコン用ソフトとして発売された。
本作からステージ構成が横スクロールのみに一本化されている。

## サンダーフォースIV
シリーズ第四作目となる『サンダーフォースIV』は、1992年7月24日にメガドライブ用ソフトとして発売された。
2018年9月20日にはNintendo Switch版が配信された。

## サンダーフォースV
『サンダーフォースV』は、1997年7月11日に発売されたセガサターン（SS）用ソフトであり、シリーズとしては1992年以来の新作である。通常版のほか、『II』・『III』・『IV』の曲のアレンジとメドレーを収録した音楽CD『BEST OF THUNDER FORCE』を同梱した『サンダーフォースV スペシャルパック』も同時発売された。
本作では従来のシステムを踏襲した横スクロールシューティングゲームでありながら、全編ポリゴンによる描画が行なわれ、大型機との合体シーンや、敵艦隊、前作の機体と交戦する場面など、随所に派手な演出を採り入れている。こういった大幅な見た目の変化に対し、演出、BGM等に旧作由来の物を多く取り入れている。
システムは概ね『IV』を踏襲。新システムとして、特定のボタンを押している間にクローの耐久力と引き替えに、強力な攻撃を行なえる「オーバーウェポン」が導入された。また、敵を早く倒すことで獲得スコアが最大16倍まで上がる「ハイテンポボーナス」と、敵、敵弾、障害物等と隣接することでスコアが加算される「スクラッチボーナス」を採用。これにより「敵弾をギリギリで避けつつオーバーウェポンで素早く敵を倒し、ハイスコアを狙う」というプレイスタイルが生まれ、爽快感と緊張感を持たせている。操作系についても従来と同様に武器を順繰りに切り替える「セレクトモード」に加え、各ボタンに武器を振り分ける事で直接的な武器切り替えが出来る「ダイレクトマッピング」という2種類の操作モードが用意された。
難易度はKIDS・NORMAL・HARD・MASTERの4段階。エンディングはマルチエンディングになっており、最終ボスを3形態全てハイテンポボーナス時間内に撃破できるかどうかで分岐し、制限時間内での撃破が真のエンディングに当たる。また、NORMAL、HARDを真EDでクリアした場合には隠し要素が解禁になる。
- 隠し要素
  - コンティニュー回数追加…起動時間3時間毎に1ずつ追加。プレイ内容は不問。
  - フリープレイ…難易度NORMAL以上を真EDでクリア。
  - 最高難易度「MASTER」…難易度HARDを真EDでクリア（NORMAL未クリアでHARDをクリアした場合MASTERモードとフリープレイが同時に解禁になる）。

当時、シューティングというジャンルは対戦格闘ゲームブームの影響を含めた諸々の事情で全体的に退潮気味であったが、SS版はセガサターン専門誌『セガサターンマガジン』の発売中の全サターンソフトのユーザーランキングで、他ジャンルの作品に打ち勝ち6週連続で1位を獲得している。このことは、後にPlayStation移植版を発売する時の大きな宣伝文句となった。
PlayStation版および「ゲームアーカイブス」版について
SS版の翌年、PlayStation（PS1）へ移植されている。SS版との違いは「機種間の相違点」で後述。
- 現在はテクノソフトのゲーム権利を取得したセガ[注 2]がPlayStation Store（PSS）のゲームカテゴリ「ゲームアーカイブス」の1つとして配信しており、PlayStation 3（PS3）やPlayStation Vita（PS Vita）でもプレイ可能[注 3]。
  - 2021年7月2日現在、ゲームアーカイブス版を新規に購入するためにはPS3およびPS Vita実機から直接PSSにアクセスした上でソフトを新規購入・ダウンロードし、どちらかの機種（のストレージ）にインストールするまでのプロセスを全て実機で行うのが正規唯一の方法となる。
  - 2016年3月31日までは上記2機種に加えてPlayStation Portable（PSP）から新規に購入（ダウンロード・インストール）して遊ぶ事が可能だった。（これ以前はPCのブラウザからPSSにアクセスしてコンテンツの購入・ダウンロードを経て、各機種にインストールすることも可能だった）
  - 当初はトゥエンティワン[注 4]が2010年2月24日に配信を開始していたが、2016年4月28日に一旦配信が終了している。（2016年11月22日からセガが販売元となって配信再開[8]）

### 開発（『V』）
元々メガCD向けに開発される予定だったが、諸事情の関係でセガサターン/PlayStation向けのソフトとして開発された。前作同様、新しく入ってきたスタッフたちは『ブラストウインド』や『ハイパーデュエル』の開発で経験を積んだのち、『V』の開発に取り掛かった。

#### 音楽（『V』）
本作の音楽は九十九百太郎が手掛けており、HR/HMを主体とした曲調で、BGM演奏にはMIDI音源ローランド SC-88Proによる外部録音のBGMを使用している。セガサターン版はCD-DA再生、PlayStation版はCD-ROM XA再生。また、旧作の曲やフレーズを随所に盛り込んでいる。本作で使用されたシリーズの楽曲は下記の通り。
「Legendary Wings」（ステージ1）
『III』のステージ1BGM「Back to the fire」のイントロを除いた最初のフレーズを曲のサビに利用。
「Duel of Top」（ステージ5ボス）
『IV』のオープニングBGM「Lightning Strikes Again」のテーマ部を繰り返し。
「Game Over」（ゲームオーバー）
『III』と『IV』（「Dead End」）においてゲームオーバーとして使用された楽曲。
「Tan・Tan・Ta・Ta・Ta・Tan」（番符の名前入力・2位 - ）
『II』では開始時、『IV』ではオプション画面のBGM。
「Record of Fight」（番符の名前入力・1位）
『III』のステージ7BGM「Hunger made them desperate」のテーマ部。
「Attack Point 2」（『サンダーフォースV PERFECT SYSTEM』で追加、タイムアタックモード）
『II』のステージ1BGM「Knights of legend」を編曲。

### 機種間の相違点
PlayStation版『サンダーフォースV PERFECT SYSTEM』には、以下の変更点が存在する。
- オープニングムービーやエンディングの演出の変更。抽象的なイメージをより具体的な場面描写とした。
- 5 - 6面間にムービーの追加。
- コントローラーの振動機能対応。
- 全体的な処理落ちの改善。
- ボスのデータ、CG、ストーリーテキストが見られるデジタルビューアモードの追加。なお、内容の一部はセガサターン版のCD-ROMにも収録されており、PC等で直接ファイルを参照することにより見られる。
- 各ステージのボスの撃破タイムを競うタイムアタックモードの追加[10]。それに伴い、ランキングにもタイムアタックモードの項目が増加。
- 自機に隠し機体の追加。
- スコアの最大桁数の増加。
- ReffiのVersionが、1.02から1.03へ（デジタルビューアでは1.04）。
- BGMをCD-DA再生からCD-ROM XA再生に変更。
- 各ステージの背景エフェクト、多重化の簡略や変更がある。特にステージ「Human Road」はPlayStation版での背景はサターン版に比べ大幅な簡略化が見受けられる。
- 武器の一つ「WAVE」の光線を半透明表現に変更。
- エンディングがムービーになっているため画質が低下している。また難易度がKIDSの時のみBGMとのシンクロしない。

### ストーリー
22世紀初頭の冥王星外部にて、現人類の水準を遙かに超えた技術によって建造された戦闘兵器が発見される。人類はそれを"Vasteel"と名付け、その技術を用いた機械群の開発を行う大型無人人工島「バベル」を建設し、その管理を人工知能「ガーディアン」に任せ、しばしの繁栄の時代を謳歌する。しかし西暦2150年、突如「ガーディアン」は人類からの独立を宣言、全地球圏に宣戦を布告した。劣勢に回った人類は、有人の"Vasteel"のレプリカ、超高機動小型戦闘機「RVR-01 GAUNTLET」を開発する。そして、「バベル」及び「ガーディアン」破壊のために結成された特殊戦闘機部隊"Thunder Force"による作戦が開始された。

#### 機体説明
RVR-01 "GAUNTLET"（ガントレット）
"Vasteel"の設計を模倣する形で開発された超高機動小型戦闘機。RVRとは「Refined Vasteel Replica」を意味する。カラーリングは青。セネス機は、ステージ5の冒頭シーンでRVR-02への乗り換え時にコックピットごと乗り換えるために分解され、以降は登場しない。ステージ1から3の最初に登場する機体も含めて計7機存在していたが、セネス機の分解を最後に全て失われている。
RVR-02 "VAMBRACE"（ヴァンブレイス）
現人類が持つ技術と"Vasteel"の技術を融合させて設計、開発された機体。量産性に問題を抱えていたため、実戦への投入は見送られていた。ステージ5の冒頭シーンで大気圏突破のためのブースターとして支援強化ユニット"BRIGANDINE"を接合された｢RVR-02B "BRIGANDINE"｣の姿で登場し、RVR-01からコックピットごと乗り換え、以降のプレイヤー機となる。
なお、接合前のコックピットはダミーの赤色だが、乗り換えの際に放棄されている。
RVR-02B "BRIGANDINE"（ブリガンディー）
"VAMBRACE"にRVRシリーズの支援強化ユニット"BRIGANDINE"を接合したもの。巨大重力圏の突破やオーバーウェポンの恒常的使用が可能。
前述のとおりステージ5の冒頭シーンで登場する。以降、ステージ5の間にステージクリアもしくはユニットを意図的に切り離すか、ゲージ制の耐久力が尽きるまで操作可能になる。攻撃方法は稲妻を纏うSWORD状の照射レーザーと、移動によって一部射撃方向が可変するRAIL GUN状の斉射レーザーの二つのみ。
以下は『サンダーフォースV PERFECT SYSTEM』で使用可能な機体。
RVR-01E
サターン版のステージ5から敵に撃墜される演出で登場する機体。量産型モデルのため攻撃力が低いが、獲得スコアが通常より多い。カラーリングは緑。コックピットは黄。
RVR-01HiS
機動性を重視したモデルで、移動スピードが速い代わりにクローの耐久力の回復が遅い。若干攻撃力が高い。カラーリングは赤。コックピットは青。
RVR-01Ex
量産性を犠牲にし攻撃性能を高めたモデル。圧倒的な攻撃力を持つが移動スピードが遅い。クローを2つまでしか装備できない代わりに、回復スピードが速くなっている。カラーリングは黒。コックピットは青。

#### パイロット
セネス・CTN・クロフォード（Cenes=[CTN]=Crawford）
特殊戦闘機部隊222、通称"Thunder Force"の隊長。階級は大尉。"Vasteel"がもたらした、成体クローンによる蘇生技術「Circulate-Death」の契約者であり、既に2度戦死を経験している。肉体年齢18歳、実年齢32歳。

### 武器説明
従来シリーズに倣う標準兵器、追加装備に加え、本作の特徴であるオーバーウェポンで構成される。TWIN SHOT、BACK SHOT以外の兵器はアイテムの取得によって装備され、撃墜されることで失う。既に所持しているアイテムを取得した場合は10000点加算される（SHIELDが青の時とCRAWの耐久力が満タンを含む）。
オーバーウェポン
CRAWの耐久力と引き替えに一時的に装備を強化状態にする攻撃方法。WHIP以外はオーバーウェポンの態勢である間何もしなくても耐久力が減っていく。CRAWの防御としての役割はSHIELDが肩代わりすることで、そこまで重要なものでは無いため、リスク以上に大きな攻撃力を得られる攻撃である。
各武装紹介
武装名の左の文字は、G：ガントレット専用、V：ヴァンブレイス専用であることを示し、説明文の左の文字は、O：オーバーウェポンであることを示す。
| タイプ   | 武装名                                 | 武装名                                 | 説明 | 説明 |
| -------- | -------------------------------------- | -------------------------------------- | --- | --- |
| 攻撃     | G                                      | TWIN SHOT                              | 標準装備の前方2連ショット。CRAWからは斜め方向に攻撃する。 | 標準装備の前方2連ショット。CRAWからは斜め方向に攻撃する。 |
| 攻撃     | V                                      | BLADE                                  | 標準装備の前方刃状ショット。RYNEXの装備を継承。 | 標準装備の前方刃状ショット。RYNEXの装備を継承。 |
| 攻撃     | SWORD                                  | SWORD                                  | O | TWIN SHOT、BLADEの強化状態。前方に対し、攻撃力の高いレーザーを照射する（非貫通）。 |
| 攻撃     | G                                      | BACK SHOT                              | 標準装備の前方単発、後方2連ショット。CRAWからは斜め方向に攻撃する。 | 標準装備の前方単発、後方2連ショット。CRAWからは斜め方向に攻撃する。 |
| 攻撃     | V                                      | RAIL GUN                               | 標準装備の後方レーザー。RYNEXの装備を継承。 | 標準装備の後方レーザー。RYNEXの装備を継承。 |
| 攻撃     | CHAIN                                  | CHAIN                                  | O | BACK SHOT、RAIL GUNの強化状態。後方に対し、稲妻状の攻撃を広範囲に行う。 |
| 攻撃     | WAVE                                   | WAVE                                   | 前方の空間を振動させる事で広範囲を攻撃する装備。威力は弱いものの、遮蔽物を貫通して攻撃できる。CRAWからは波状の軌道を取る貫通弾を発射する。 | 前方の空間を振動させる事で広範囲を攻撃する装備。威力は弱いものの、遮蔽物を貫通して攻撃できる。CRAWからは波状の軌道を取る貫通弾を発射する。 |
| 攻撃     | SPELL                                  | SPELL                                  | O | WAVEの強化状態。威力と攻撃範囲が向上する。見た目状の変化は赤から青に変化、および攻撃音以外は特に大きな変化はない。 |
| 攻撃     | FREE RANGE                             | FREE RANGE                             | 前作のFREE WAYに代わるタイプの攻撃。四角錐状の射程範囲が表示され、その中に破壊可能物が入った場合、対象を緑色のレーザーで自動照射する。 範囲は360度回転させることが出来、ショットボタンで向きを固定可能。 攻撃可能枠にはRange1~3の仕切りがあり、自機との距離が近いほど攻撃力は増加する。最外周では非常に広い範囲を攻撃できるが、攻撃力はTWIN SHOT以下。逆に近接時は範囲は狭いが、絶大な威力を発揮できる。 攻撃方向の自由度の高さ、敵が容易に近接戦闘を許すこと、などの要因により、これ一つで全て賄える程の利便性を得ている。 | 前作のFREE WAYに代わるタイプの攻撃。四角錐状の射程範囲が表示され、その中に破壊可能物が入った場合、対象を緑色のレーザーで自動照射する。 範囲は360度回転させることが出来、ショットボタンで向きを固定可能。 攻撃可能枠にはRange1~3の仕切りがあり、自機との距離が近いほど攻撃力は増加する。最外周では非常に広い範囲を攻撃できるが、攻撃力はTWIN SHOT以下。逆に近接時は範囲は狭いが、絶大な威力を発揮できる。 攻撃方向の自由度の高さ、敵が容易に近接戦闘を許すこと、などの要因により、これ一つで全て賄える程の利便性を得ている。 |
| 攻撃     | WHIP                                   | WHIP                                   | O | FREE RANGEの強化状態。更なる攻撃範囲、攻撃力の強化が為されており、グラフィックは直線的なレーザーから、稲妻状の物に変わる。 武器特性が射程に入った場合に攻撃を行う物であるため、他の装備と異なりオーバーウェポンでの攻撃操作のままでも、回復こそしないものの、攻撃を行なっていない間はCRAWの耐久力を消費しない。 近接時にはボスキャラクターのパーツですら数秒で破壊するほどの高威力を持つ。 |
| 攻撃     | HUNTER                                 | HUNTER                                 | 自動追尾攻撃。前作と異なり、地形貫通能力は無い。 | 自動追尾攻撃。前作と異なり、地形貫通能力は無い。 |
| 攻撃     | NEEDLE                                 | NEEDLE                                 | O | HUNTERの強化状態。攻撃力の高くなった自動追尾攻撃。 形状は球状から針状の貫通弾に変化し、一定距離を進んだ後鋭角な軌道を取りながら攻撃対象に向かう。 |
| 攻撃補助 | CRAW (Constituted Ray Art Weapon-Unit) | CRAW (Constituted Ray Art Weapon-Unit) | 敵弾に接触することで敵弾を打ち消すことが可能な、自機の周りを回転する光球状のユニット。 獲得するごとに1個装備していき、最大3個まで装備可能。2個以上の場合は等間隔で回転する。自機が撃墜された際にはクローが画面中へ散らばり、復活後に回収する事で取り戻す事が可能。 プレイヤーが攻撃すると、現在使用している武装に対応した攻撃をクローからも発射する。 1つ以上存在することでオーバーウェポンが使用でき、CRAWが2個以上の場合は前方に近いものを使用する。オーバーウェポン使用中は耐久力を消耗し、色が青→緑→黄→赤と変化していく。オーバーウェポンの使用で耐久力が0にはならないが、赤く変色した状態で敵弾を受けると耐久力が0になり消滅する。 耐久力は時間経過かアイテム取得により回復可能。アイテム取得の場合はどれか1つのみが最大まで回復する。 | 敵弾に接触することで敵弾を打ち消すことが可能な、自機の周りを回転する光球状のユニット。 獲得するごとに1個装備していき、最大3個まで装備可能。2個以上の場合は等間隔で回転する。自機が撃墜された際にはクローが画面中へ散らばり、復活後に回収する事で取り戻す事が可能。 プレイヤーが攻撃すると、現在使用している武装に対応した攻撃をクローからも発射する。 1つ以上存在することでオーバーウェポンが使用でき、CRAWが2個以上の場合は前方に近いものを使用する。オーバーウェポン使用中は耐久力を消耗し、色が青→緑→黄→赤と変化していく。オーバーウェポンの使用で耐久力が0にはならないが、赤く変色した状態で敵弾を受けると耐久力が0になり消滅する。 耐久力は時間経過かアイテム取得により回復可能。アイテム取得の場合はどれか1つのみが最大まで回復する。 |
| 防御     | SHIELD                                 | SHIELD                                 | 敵からの攻撃を3回防御し、ダメージを受けると色が青→緑→赤と変化していく、赤く変色した後にダメージを受けると消失するバリア。今作では地形をすり抜けることはできない。 | 敵からの攻撃を3回防御し、ダメージを受けると色が青→緑→赤と変化していく、赤く変色した後にダメージを受けると消失するバリア。今作では地形をすり抜けることはできない。 |

### ステージ構成
全7ステージ構成。前作までと比較すると、当たり判定がある地形がほとんど出現しなくなっており、地形を利用した仕掛けはかなり少なくなった反面、敵の種類や攻撃パターンを豊富に用意したり、背景グラフィックの演出に力を入れるといった工夫がなされている。なお、ボスキャラクターの一部の名前は実在のロックバンドなどから取られている。
| 面数           | ステージ名                    | BGM                   | ボス                    | ボスBGM                               |
| -------------- | ----------------------------- | --------------------- | ----------------------- | ------------------------------------- |
| 任意順で攻略可 | No Blue                       | Legendary Wings       | Deep Purple             | Deep Purple                           |
| 任意順で攻略可 | Wood                          | Beast Jungle          | Iron Maiden             | Iron Maiden                           |
| 任意順で攻略可 | Human Road                    | Rising Blue Lightning | A3 (Armament Armed Arm) | A3                                    |
| 4              | Guardian's Guardian           | Cyber Cave            | Guardian's Knight       | Guardian's Knight                     |
| 5              | Judgement Sword               | Steel of Destiny      | Vasteel Original        | Duel of Top                           |
| 6              | From The bottom of One's hart | Electric Mind         | Unknown                 | Fatherless Baby The Justice Ray Part2 |

### 評価（『V』）
PS版『V』は、レビュー収集サイト Metacriticにて「平均的」（ "average" ）という評価を下された 。
ファミ通において、セガサターン版は40点満点中28点が付けられ、PS版は31点が付けられた。
2007年、ユーロ―ゲーマーのロブ・フェイヒーは、『アインハンダー』や『レイディアントシルバーガン』といった同年代の作品と比べると、あまり洗練されていないとしつつも、良い武器のそろったシューティングゲームの佳作だとしている 。フェイヒーは武器の一つであるクローを特に評価したほか、レベルデザインやボス戦についても好意的な評価を述べている。
2010年、ハードコアゲーミング101のポール・ブラウニー（Paul Brownlee）は音楽やシステムについて評価した一方、ビジュアルにやや難があったとしている。

## サンダーフォースVI
テクノソフト関連の版権の所持者の許諾を経て、セガから正式に発表された、約11年振りの続編であり、セガ最後のPlayStation 2用ソフトであった。企画はゾルゲール哲（クレジット名は本名の岡野哲）。開発元については「事情があって明かせない」として公表されていない。ビデオゲームバー「16SHOTS」の2周年記念イベント「東京ゲー大」や、INHによるインターネットラジオ番組『違いの分かるラジオ』第27回では、ガルチが関与していることが口頭で説明されているが、エンドクレジット等に明示的な表記が一切無く、どの程度関与していたのかは不明である。
最初に本作の存在を示唆したのは版権所有者サイドだった。後述する『BROKEN THUNDER』が発売された直後、テクノソフトのWebサイト跡地に『サンダーフォース』の著作権を保持していることと、『サンダーフォース』の復活を示唆する内容の平易な英文が掲載された。そして2008年7月初旬、その文章はより直接的な内容へと変更され、同時に『サンダーフォースVI』の発売を正式に発表。併せて、株式会社セガのWebサイト内に公式サイトが作成された。当初はスペルミスも見られ、ほぼ情報の無い、ニュースリリースに合わせ慌てて作ったようなサイトで、追って情報やプロモーションムービーが公開されていった。
同プロデューサーの作品『セガガガ』にゲーム内ゲームとして収録されているシューティングゲーム『R720』と、同作で見ることができる『サンダーフォースVIイメージムービー』に登場する「SYRINX」が本作の自機として登場しているが、本作はR720はもちろん、このイメージムービーとも全く別内容のものである。
BGMはTAMAYO、古川もとあき、佐藤豪ら、他社シューティングに代表作を持つ作曲家を揃えている。過去作BGMのアレンジは多くのセガ作品に参加した金子剛が担当したが、当初は隠れ面という設定で『セガガガ』のアレンジ一曲での参加だったらしい。その後、オファーされオリジナル曲を作ったが折り合いがつかず、一度参加を断っている。断った後、アレンジの依頼を再度され現在に至る。前作のアレンジについては金子にとっても不本意だったらしい。
2008年のイベントの中で、ゾルゲールは最初に公開したプロモーションムービーのSEが貧弱であるという指摘があったことを明らかにし、「製品版ではちゃんとした効果音が鳴っている」と主張したが、製品版でもほとんど変化は無かった。

### ストーリー
人工知能「ガーディアン」の暴走から10年、「オーン・ファウスト」と名乗る勢力が地球を襲撃する。かつて人工知能「ガーディアン」を生み出し、地下深く厳重に封印されていた地球外文明の残骸「Vasteel」の発する警報を解析したところ、「彼等に対抗するためには、はるか外宇宙の連邦本星に救援の手を求めるしかない」という。
「オーン・ファウスト」の猛攻の最中、封印を解かれた「Vasteel」を組み込まれ、新たな武装強化をされた新型機「RVR-00 "PHOENIX"」は、「Vasteel」の記憶素子に残された四つの宇宙座標のみを頼りに、地球人類にとって未だその実在すら定かではない、「銀河連邦」の本星を目指して飛び立った。

### システム（VI）
システム面は、「スクラッチボーナス」と「ダイレクトマッピング」は廃止されているものの、基本的にVを踏襲している。「オーバーウェポン」は前作から大幅に仕様変更され、敵を倒すと発生するエネルギーを吸収することでエネルギーゲージを溜め、ボタンを押すとゲージ1本を消費しきるまで発動し続けるようになっている。また、発動中にオーバーウェポンボタンを再入力することで、攻撃力・効果範囲を更に拡大する「重ね撃ち」も最大3発まで可能。更に、オーバーウェポン使用時には敵の通常弾を打ち消す能力が付加され、緊急回避にも用いることができる。ただし、発動中無敵になる訳ではなく、加えて自機の速度が最低速度に強制変更されるため、敵の体当たり攻撃などが避けにくくなるというデメリットもある。
また、本作の自機「PHOENIX」及び「SYRINX」は、初期状態の段階で全ての武器及びクローを装備しており、撃墜されてもそれらが失われる事がなくなったため、難易度が軽減されている。なお、隠し機体である「RYNEX-R」は、アイテム取得によるパワーアップや、撃墜された際に装備を失うという従来通りの仕様となっている。
難易度はKIDS・EASY・NORMAL・HARD・MANIACの5段階。全6ステージ構成。
BGMが流れなくなる、単純な作業で理論上無限に得点が加算される、タイムアタックモードでポーズボタンを連打するとクリアタイムが短縮される、ミス時に次の自機が出て来なくなる等、ゲームプレイに重大な影響のある不具合も複数確認されているが、現在公式から言及はない。

#### 機体説明
RVR-00 "PHOENIX"（フィニックス）
地球統合軍「RVRシリーズ」の次世代試作型汎用戦闘機に、ガーディアン戦役で大破・封印処理されていた「Vasteel」を組み込んだ機体。カラーリングは青。
FIRE LEO-04C "RYNEX-R"（ライネックス改）
銀河連邦の主力戦闘機。ヴィオス破壊作戦時に活躍した「RYNEX」を全面的に改良したもの。カラーリングは赤。PHOENIXでゲームをクリアする（難易度は問わない）ことで選択可能となる。
SYRINX（シュリンクス）
PHOENIXが、オーン・ファウストの機動兵器のコアと融合して変化した機体。カラーリングは赤。
通常はPHOENIX選択時にのみ最終ステージで使用できる機体だが、ノーマルランク以上でPHOENIX・RYNEX-Rの両方でゲームをクリアすることにより、最初から選択可能となる。
なお、SYRINXはサンダーフォースシリーズやテクノソフトとは無関係な個人の創作物であるが、創作者本人は自身のブログで本作にSYRINXが登場する事を知らなかったかのような発言もしており、本作への利用許諾が行われていない可能性も指摘されている。

#### パイロット
C=[CTNs]=C
地球統合軍に所属するPHOENIXのパイロットで、本名はセネス・CTNS・クロフォード。『V』に登場したセネスが、CTNS型クローンとして強化調整されたものである。
シン・S・マーキュリー
銀河連邦軍第118宇宙航空師団所属のパイロットで、ロイ・S・マーキュリーの血縁者である。

### 武器説明
説明文の左の文字は、P：PHOENIX、S：SYRINX、R：RYNEX-R、での性質であることを示す。
| タイプ   | 武装名     | 説明 | 説明 |
| -------- | ---------- | --- | --- |
| 攻撃     | TWIN SHOT  | P | 前方2連ショット。オーバーウェポン使用により、前方へ貫通力の高いレーザーを照射する。重ね撃ちによりレーザーの太さ、当たり判定が拡大する。                                                                                                 |
| 攻撃     | TWIN SHOT  | S | 前方2連ショット。オーバーウェポン使用により、前方への火炎放射となる。重ね撃ちにより攻撃範囲が拡大する。 |
| 攻撃     | TWIN SHOT  | R | 標準装備の前方2連ショット。オーバーウェポン使用によりサンダーソードとなり、自機の前方に攻撃力の高い光の剣を発生させる。 重ね撃ちによりソードの射程が伸びる。                                                                            |
| 攻撃     | BACK SHOT  | P | 前後方単発ショット。オーバーウェポン使用により前方に1本、後方に2本、上下に1本ずつの5方向レーザーを発射する。 |
| 攻撃     | BACK SHOT  | S | 同上。 |
| 攻撃     | BACK SHOT  | R | 標準装備の前後方単発ショット。オーバーウェポン使用によりレールガンとなり、自機の前後方向に貫通力の高いビームを撃つ。 |
| 攻撃     | FREE RANGE | P | 指定範囲に入った破壊可能物に対して集中照射されるレーザー装備。範囲は360度回転させることが出来、ショットボタンで向きを固定できる。 オーバーウェポン使用により、サーチ範囲内全体に攻撃判定が発生する。                                    |
| 攻撃     | FREE RANGE | S | 同上だが、サーチ範囲の射程が長い。 |
| 攻撃     | FREE RANGE | R | 自機の周囲全方向にサーチ範囲を展開させ、範囲に入った破壊可能物に対して集中照射されるレーザー装備。 オーバーウェポン使用によりファイブウェーブとなり、自機の前方広範囲に5本のレーザーを連射する。                                        |
| 攻撃     | HUNTER     | P | 自動追尾攻撃。従来のシリーズでは球体のエネルギー弾だが、本作ではペラペラの薄い円盤状のエネルギー弾となっている。 オーバーウェポン使用により、サイズが大きくなった弾を高速で連射する。重ね撃ちにより、弾の大きさや当たり判定が拡大する。 |
| 攻撃     | HUNTER     | S | 同上だが、見た目が異なる他、誘導性能と速度が向上している。 |
| 攻撃     | HUNTER     | R | PHOENIXでの性質と同じ。 |
| 攻撃     | WAVE       | P | 巨大な三日月状の衝撃波を前方に飛ばす広範囲攻撃。オーバーウェポン使用により、前方に途切れなく衝撃波を連続的に撃ち込む。 従来の同シリーズの同名武器と異なり、地形障害物を透過する能力が無くなっている。                                   |
| 攻撃     | WAVE       | S | 巨大な赤い衝撃波を前方に連続投射する広範囲攻撃。オーバーウェポン使用により衝撃波が青くなり、威力、範囲が上昇する。 こちらには地形障害物を透過する能力がある。                                                                           |
| 攻撃     | BLADE      | R | 回転しながら前方へ飛ぶ広範囲ショット。オーバーウェポン使用によりメガフラッシュとなり、自機の前3方向と後ろ2方向にショットを連射する。 |
| 攻撃補助 | CRAW       | 自機の周りを回り、敵弾を打ち消す2個のユニット。主攻撃ほどの威力はないが、攻撃の補助も行う。 名称自体は「CRAW」だが、外殻のある見た目や装備数が2個である点など、どちらかと言えば『IV』以前の「CLAW」に近い。 | 自機の周りを回り、敵弾を打ち消す2個のユニット。主攻撃ほどの威力はないが、攻撃の補助も行う。 名称自体は「CRAW」だが、外殻のある見た目や装備数が2個である点など、どちらかと言えば『IV』以前の「CLAW」に近い。                             |
| 防御     | SHIELD     | 敵の攻撃を一定回数防ぐ球状の力場。赤く変色した後にダメージを受けると消失する。 | 敵の攻撃を一定回数防ぐ球状の力場。赤く変色した後にダメージを受けると消失する。 |

### ステージ構成
| 面             | ステージ名              | BGM                      | ボス                        | ボスBGM                                             |
| -------------- | ----------------------- | ------------------------ | --------------------------- | --------------------------------------------------- |
| 任意順で攻略可 | 密林戦線 JUNGLE STAGE   | RUINED GREEN STAGE01-B   | GARGOYLE PERFECT            | GARGOYLE PERFECT                                    |
| 任意順で攻略可 | 灼熱戦線 FLAME STAGE    | BIO FRAME STAGE02-B      | FLAME MAIDEN                | FLAME MAIDEN                                        |
| 任意順で攻略可 | 大洋戦線 OCEAN STAGE    | EVER BLUE STAGE03-B      | CHERUBIM PURPLE             | CHERUBIM PURPLE                                     |
| 4              | 連邦本星 FEDERATION     | ORBITAL G STAGE04-B      | B3 (Barbaric-Berserk-Beast) | B3                                                  |
| 5              | 巨大戦艦 BATTLESHIP     | CERBERUS 2 FULL-SPEED    | Vasteel Nocht               | KIN3-COOL KIN3-CERB ORN STYX ORN RYNEX ORN GAUNTLET |
| 6              | 最終要塞 FORTRESS STAGE | ORN MANTRA FULL-THROTTLE | ORN EMPEROR                 | ORN EMPEROR ORN EMPEROR2                            |

### 反響(VI)
『ゲーマガ』紙上の読者が新作ゲームに点数を付けるコーナー「最新ゲームソフト満足度ランキング」では、2009年2月号で初登場最下位という厳しい評価を受け、その後は10か月連続最下位記録を達成した。また、同年11月号の特集記事「満足度ランキング横町」の「期待外れだったゲーム」アンケートでは首位となり、キャプションにて「かつての「デスクリムゾン」を髣髴とさせる評価を受けた」と評された。これらを受け、同誌2010年8月号増刊の特集記事「名誉名作特集!!満足度ランキングスペシャル」では、本作が「不名誉名作」として紹介されている。
2012年発売の『シューティングゲームサイド』Vol.05にてサンダーフォースシリーズの特集記事が組まれた際には、前身である雑誌『GAME SIDE』で『サンダーフォースVI』を強力にプッシュした特集記事が組まれたのにも関わらず全く紹介されなかった。

## 復刻版

### サンダーフォース ゴールドパック
旧作のセット移植版である 『サンダーフォース ゴールドパック』は、1996年にセガサターン用ソフトとして2巻に分けて発売された。このうち、『II MD』と『III』を収録した 『サンダーフォース ゴールドパック1』 は1996年8月27日 に発売され、『AC』と『IV』を収録した 『サンダーフォース ゴールドパック2』 は1996年12月6日 に発売された。
いずれのソフトも難易度をより下げて遊べるモードや、アレンジサウンド、オリジナルムービーが追加されている。
『III』のボスキャラクターの耐久力がオリジナルの半分程度に設定されている、『IV』のBGMテストからおまけ曲が削除されている等、幾つかの相違点はあるものの、ゲーム自体は基本的に忠実な移植となっている。また、『ゴールドパック2』収録の『IV』では、オリジナルの欠点である激しい処理落ちがほぼ解消され快適にプレイ出来るが必然的に難易度は上昇している。そのためオリジナル同様の処理落ちを再現するウェイトモードも実装されている。また、『AC』の自機であるSTYXが隠し自機として追加された。武装も『AC』のものが使え、基本武器の性能の高さにより、前半はRYNEXよりも優位に進められる反面、サンダーソードは使用不可であるため、後半の難易度は向上する。エンディングの脱出シーンは一枚絵に置き換えられているが、エンディングで表示されるメッセージ、グラフィックはRYNEXのままである。
『ゴールドパック1』では、BGMをCD-DA形式で収録しているため、1ループで頭出しのために途切れてしまうほか、特に『II』で、効果音が大量に削除されている。『ゴールドパック2』ではBGMを内蔵音源で再現し、ループ時に途切れることはなくなったものの内蔵音源の違いによる音質の変化が見られる。

## 関連商品
テクノソフトより通販でオリジナルグッズが販売されていた。通信販売業務終了後は、メッセサンオーにて、在庫が販売されていた時期もある。2010年6月より、テクノソフトサイトにてストアがオープンし、他の商品も含む当時のグッズが復刻販売されている。同時に一部商品の価格改定が行われた（以下は改定前の価格）。
- ポストカード二種。税込500円。
  - はがきサイズ 厚紙使用 10枚入り
- マウスパッド6種。税込1,500円。
  - 絵柄は、GAUNTLET3種、RYNEX1種、アルバレスト輸送機1種、VAMBRACE1種。
- Technosoft ORIGINAL CG COLLECTION 第1集。「VASTEELS」税込2,500円
  - A3サイズ厚紙使用の20枚組CG集
- ThunderForceV攻略ビデオ 税込5000円。
  - 通常ゲームモードでの攻略法、タイムアタックモードでの攻略法、ゲームディスクより更にパワーアップした高画質ムービーを収録。
- TECHNO SOFT GAME MUSIC COLLECTION VOL.10「Technology」（TCS-0010） 税込1,500円。
  - 『サンダーフォースV』のオリジナルのBGMの他、アレンジBGMが収録されている。
- Technosoft GAME MUSIC COLLECTION VOL.15「BEST OF THUNDER FORCE」（TCS-0015） 税込2,500円。
  - 『サンダーフォースII』～『IV』より11曲をアレンジしたものが収録されている。
- サンダーフォースV GAUNTLET 1/72 ガレージキット 税込7,800円。
  - 未塗装の15歳以上を対象としたガレージキット。本体パーツ、デカールならびに組み立て説明書が添付。

テクノソフト以外からも下記の商品がリリースされる。
- シューティングヒストリカEX「サンダーフォースV」
  - 『サンダーフォースVI』に続き、権利者から正式に許諾された製品としてタカラトミーアーツより、着色済み完成品フィギュアモデルが販売された。
  - シューティングヒストリカシリーズでの商品化要望の多かった事を反映し、カプセルトイ商品だった従来のシリーズと違い、販売店で小売りされる形で商品化された。設計から金型作成までを3DCADを使用して行われた。
  - 2009年7月26日に「RVR-01 GAUNTLET」「RVR-02 VAMBRACE」をワンダーフェスティバル、2009年8月のコミックマーケット76で、「RVR-02B BRIGANDINE」も加え、パイロットモデルを公開展示していた。商品はRVR-01×1/RVR-02×1/RVR-02B×1/専用ディスプレイ台で構成され、ドッキング時には、400mmもの大きさになる。
  - ステージ5冒頭シーンを再現できるよう縦置きも可能になっているスタンドに加え、商品の大きさから、希望小売価格12,800円と、この類の商品としては高額な価格設定となった。
  - 当初の出荷予定は2010年2月上旬で、延期され、2010年4月の発売となった。
  - 販売元の違いで、三種類の商品構成が存在する。標準仕様の通常商品はカラーリングが青のRVR-01が入っているが、電撃Ver.としてRVR-01ではなくRVR-01HiS（カラーリングが赤のGAUNTLET）、あみあみVerとしてRVR-01Ex（カラーリングが黒のGAUNTLET）が付属する商品も存在する。
- figma/figFIX「サンダーフォースIII / サンダーフォースIV figma FIRE LEO-03“STYX” / figma FIRE LEO-04“RYNEX”」
  - ホビーメーカー「FREEing」から、figmaのサブブランド「figma FIRE」のシリーズ商品として2018年9月に『III』と『IV』自機の2in1セットでリリース。当時は既に絶版となっていた「シューティングヒストリカEX」版同様、着色済み完成品フィギュアモデル（Figmaは本来アクションフィギュアのブランドだが、本商品はディスプレイを主眼としているため大きい可動はしない。サイズも120mm程度で「シューティングヒストリカEX」よりも小ぶり）。

## 二次創作品

### BROKEN THUNDER
テクノソフトがゲーム開発事業から撤退した後、九十九百太郎による『サンダーフォースVI』のイメージサウンドトラック『BROKEN THUNDER』が、2001年に雑音工房NOISEから同人流通CDとして発売された。雑音工房NOISEプロデューサーの長崎繁は、これを機に『V』以降の物語を独自に創作した二次創作ゲームの開発を計画するも中断。その後、長崎はNoBrandSounds代表を経て有限会社Factory Noise&AGを設立、挫折したゲーム開発を再び目指すプロジェクト『BROKEN THUNDER -Project Thunder Force VI-』を発表。外部スタッフ等も募った末、2007年にWindows用の同人ゲームソフトとして発売にこぎつけた。通常版と共に、ゲーム中BGMを収録したオリジナルサウンドトラックが同封、限定画像、動画も収録された限定版も発売された。
しかし、その内容は製品に「開発時間が足りず、当初想定していた要素の三分の一も入れ込む事が出来なかった」「今後アップデートを予定している」という旨のテキストが同封される程の不充分な完成度だった上、発売後に公式ブログ上で長崎が「元々パッチによるアップデートを想定した内容で、未完成品では無い」等と発言したため、誤解と混乱を招いた。購入者の「未完成と知っていたら購入しなかった」という訴えから、Factory Noise&AGが郵送による返品・返金受付けを行い、販売委託をしていたとらのあなは販売を停止した。その後、アップデート作業の中止発表に伴い、とらのあな全店で2007年7月から1ヶ月間の返金が行われた。この一件から数ヵ月後、Factory Noise&AGの公式サイトや公式ブログが未検出状態となり、以後何の反応も見られない。
雑音工房NOISE及びFactory Noise&AGが、音楽CDとプロジェクト名に『サンダーフォースVI』の名称を使用したことや、とらのあなの宣伝により、『BROKEN THUNDER』はテクノソフトによるシリーズの続編と誤解を持たれることも多かった。『BROKEN THUNDER』は『サンダーフォース』の権利者の許可を得ておらず、独自に商標を取得した商品である。なお、スタッフの内、かつてテクノソフトでサンダーフォースシリーズの開発に携わっていたのは、BGM担当の山西利治（『III』、『IV』）と九十九百太郎（『V』）の二名である。

#### 小説
連動企画として、貴島吉志の手による小説『BROKEN THUNDER CONSTRUCTION』が2006年9月から2007年4月まで、とらのあなで配布されているフリーペーパー『虎通』紙上で連載されていた（関連：執筆者のブログ）。なお、製品のDVD-ROMにもテキスト形式で全話収録されている。

#### ストーリー
西暦2151年1月、月地殻下遺跡で発見された兵器群の稼働によって勃発したレーバキューン戦役は、銀河連邦と地球統合軍の交戦、共闘を経て、多大な被害を生みながらも終結。人類はつかの間の平和を得た。
しかし同年10月、月遺跡技術を掌握した一部軍属の私兵隊「メフィスト」は、地球全土にナノマシンを散布、月基底からの指令を元に地上の人間の自我を奪いさる。そして、メフィストの操り人形と化した人類同士による争いが始まり、地球圏は混乱に包まれた。
唯一、地球を挟んで月と対角を結ぶ衛星軌道上に待機していたため、その影響を受けなかった遊撃部隊「ARKS」は、超高機動小型戦闘機部隊「13Constellations」を中核に据えた、地球上のナノマシン指令中継基地強襲作戦を開始する。

##### 機体説明
FIRE LEO-05VC "SYREX"（サイレックス）
銀河連邦によって開発された、新型試作超高機動小型戦闘機。サンダークローユニットの発展モデル、ヴァリアブルサンダークローユニットを試験的に搭載している。超高機動小型戦闘機部隊「13Constellations」隊長であるヴォルフ・ブランディッシュ大尉がパイロットとして搭乗する。
RVR-03G1 "BRACER"（ブレイサー）
「RVR-03 "SWORD BREAKER"」の戦闘記録を基に、ヴォルフが設計した新型戦闘機。SYREXに比べ基本火力は低めだが、オーバーウェポンを使用可能。パイロットを務めるソーニャ・T・ソローカ軍曹は13Constellationsに配属されたばかりの新入りだが、高い操縦技術と集中力を有している。
RVR-03G2 "BROKEN THUNDER"（ブロークン・サンダー）
レーバキューン戦役の最終決戦時に使用された「BROKEN THUNDER」を改修・マイナーチェンジした機体。CENES（Central Electronic Neuron Emulation System）という、まるで自我を持っているかのようなパイロットサポートシステムを搭載している。上記2機の武装を全て使える他、オーバーウェポンも使用可能。
ステージ4ボス撃破後に自機が撃墜され、この機体に換装するイベントムービーが挿入されるが、たとえゲーム開始時に選択した機体がSYREXだとしても、ムービー中に登場するのはBRACERのみである。

#### 武器説明
武装名の左の文字は、S：SYREX専用、B：BRACER専用、であることを示す。
| タイプ   | 武装名    | 武装名        | 説明 |
| -------- | --------- | ------------- | --- |
| 攻撃     | TWIN SHOT | TWIN SHOT     | 標準装備の前方2連ショット。オーバーウェポン使用により、前方へ貫通力の高いレーザーを照射する。 |
| 攻撃     | BACK SHOT | BACK SHOT     | 標準装備の前後方単発ショット。オーバーウェポン使用により、後方へ貫通力の高い二連レーザーを発生させる。 |
| 攻撃     | HUNTER    | HUNTER        | 地形を貫通する自動追尾攻撃。オーバーウェポン使用により、連射力が向上する。 |
| 攻撃     | B         | FREE WAY      | 自機移動方向にノーマルショット、その逆へ扇状に5方向ミサイル攻撃を行う。オーバーウェポン使用により、発射弾数と連射力が向上する。 |
| 攻撃     | S         | WAVE          | 地形を貫通する超音波を前方に飛ばす広範囲攻撃。オーバーウェポン使用により、巨大なウェーブを発射する。 |
| 攻撃     | S         | THUNDER SWORD | 巨大な光剣で周囲の敵を薙ぎ払う。クローの数に応じて剣の本数が変化する。 IVのものとは異なり、通常武装として使用可能。オーバーウェポン使用により、機体を包み込む程の巨大レーザーを照射する。                                                                                      |
| 攻撃補助 | CRAW      | CRAW          | 敵弾を打ち消すことが可能な、自機の周りを回転する光球状のユニット。3個まで装備可能で、攻撃の補助も行う。 BRACER、BROKEN THUNDERはVと同様、耐久力をオーバーウェポンとして攻撃力へ変換出来る。 オーバーウェポンはクロー1個に付き3回まで使用可能で、3回使うとクローが1個消滅する。 |
| 防御     | SHIELD    | SHIELD        | 敵からの攻撃を3回防御し、赤く変色した後にダメージを受けると消失するバリア。 |

## その他
- 有限会社シーエイプロダクションは、『II』・『III』のスタッフの一部がテクノソフト退社後に設立した会社である。設立後、『ゲート オブ サンダー』や『ウィンズ オブ サンダー』（共にPCエンジン）、『バルクスラッシュ』（セガサターン）等のシューティンゲームを制作しており、ゲームも若干の類似点を持つ。
- システムサコム製の『ソフトでハードな物語2』作中に、『II』のパロディーとして『サンタフォース2』というゲームが登場。BGMも『II』のものをモチーフにパロディ化された物が流れる。
- テクノソフトのアーケードゲーム『ハイパーデュエル』のステージ4で敵を倒さずにクリアするとステージ5のBGMが『III』の「Venus fire」に変化する。またステージ5でボス以外の敵を倒さずにクリアするとステージ6のBGMが「His behavior inspired us with distrust」に変化する。アレンジは九十九百太郎。セガサターンの移植版ではこの隠しBGMはカットされている。
- 『セガガガ』の最終ステージに実装されているシューティングゲーム「R720」は、『V』をモチーフとした演出が成されており、九十九百太郎と山西利治が楽曲を提供している。また、『セガガガ』のプロデューサーであるゾルゲール哲が企画を担当した『VI』では、そのR720を更にセルフパロディーとするような演出が見られる。
- 『V』をベースとしたクローンゲームとして『AquaCube』が存在する。
- 2005年、九十九百太郎が当時所属していたNoBrandSoundsからアルバム『Lost Technology』が発表された。
- 2018年に同人サークル喜撃屋本舗が公開したフリーゲーム『VASTYNEX』には、本シリーズを含む様々なシューティングゲームのパロディが含まれている[33]。